# Олафур Егілссон
Олафур Егілссон (Ólafur Egilsson) — ісландський дипломат. Надзвичайний і Повноважний Посол Ісландії у РФ, а також в Україні, Грузії, Молдові, Болгарії, Румунії і Монголії за сумісництвом.

## Життєпис
У 1983—1986 рр. — Заступник постійного секретаря міністерства закордонних справ Ісландії.
У 1986—1989 рр. — Надзвичайний і Повноважний Посол Ісландії в Лондоні.
У 1990—1994 рр. — Надзвичайний і Повноважний Посол Ісландії в СРСР/РФ, а також в Україні, Грузії, Молдові, Болгарії, Румунії і Монголії за сумісництвом.
У 1994—1995 рр. — Надзвичайний і Повноважний Посол Ісландії в Копенгагені.
У 1996—1998 рр. — головний представник (САО) в Арктичній Раді, голова делегації переговорних авіапослуг, права на рибальство, уникнення подвійного оподаткування та інші.
У 1998—2002 рр. — Надзвичайний і Повноважний Посол Ісландії в Пекіні.